# Paratelmatobius poecilogaster
Paratelmatobius poecilogaster é uma espécie de anfíbio da família Leptodactylidae.
É endémica do Brasil.
Os seus habitats naturais são: florestas subtropicais ou tropicais húmidas de baixa altitude e rios intermitentes.
Está ameaçada por perda de habitat.